# Best Of Kyong King
『Best Of Kyong King』（ベスト・オブ・キョンキン）は小泉今日子のベスト・アルバム。1988年12月17日にビクター音楽産業から発売された。13枚目のオリジナル・アルバム「ナツメロ」と同時発売。

## 概要
発売当時12インチシングルのみの発売で未CD化だった「ヤマトナデシコ七変化 (Long Version)」を始め、シングル表題曲の別バージョンを中心に新曲も含んだベスト・アルバム。1987年12月に発売された『Ballad Classics』同様に、″単純にヒット曲を並べてもつまらないから何かアイデアを足したい″ という思いから企画された。小泉は、「既発の曲でもコンサートで歌うたびに変わっていくので、アレンジが変わるとみんながどんな反応してくれるのか、歌うのが楽しみになる。ライブを続けて来て分かったことは、年齢や経験を重ねるにつれて同じ曲でも解釈が変化していく。それが面白い」と話している。
1991年5月に発売され小泉の作品では初のミリオンセラーを記録したシングル「あなたに会えてよかった」の作曲を担当した小林武史は、本作唯一の新曲「月の夜のシ・ア・ワ・セ」の作曲を手掛けており、小泉の楽曲では初めての起用となった。

## 収録曲

### LP／CT

#### SIDE-A
1. ヤマトナデシコ七変化 (Long Version) / KYON²
（作詞：康珍化 / 作曲：筒美京平 / 編曲：若草恵）
  - 12インチシングルに収録されたロングバージョン。
2. Heart Breaker (Short Version) / KYON²
（作詞：高橋研・高見沢俊彦 / 作曲：高見沢俊彦 / 編曲：井上鑑）
  - 15thシングル表題曲。歌唱の前後にドラマ仕立ての台詞がないテイク。
3. 水のルージュ (Berlin Version)
（作詞：松本隆 / 作曲：筒美京平 / 編曲：土屋昌巳・中村哲）
  - 21stシングル表題曲の別バージョン。
4. 夏のタイムマシーン
（作詞：田口俊 / 作曲：筒美京平 / 編曲：川村栄二）
  - 1988年7月リリースのミニ・アルバム「夏のタイムマシーン」収録曲。
5. 夜明けのMEW
（作詞：秋元康 / 作曲：筒美京平 / 編曲：武部聡志）
  - 19thシングル表題曲。

#### SIDE-B
1. Good Morning-Call (Another Version)
（作詞：小泉今日子 / 作曲：小室哲哉 / 編曲：清水信之）
  - 25thシングル表題曲の別バージョン。
2. キスを止めないで
（作詞：秋元康 / 作曲：野村義男 / 編曲：米光亮）
  - 24thシングル表題曲。
3. なんてったってアイドル
（作詞：秋元康 / 作曲：筒美京平 / 編曲：鷺巣詩郎）
  - 17thシングル表題曲。
4. 木枯しに抱かれて (Chorus Version)
（作詞・作曲：高見沢俊彦 / 編曲：井上鑑）
  - 20thシングル表題曲の別バージョン。
5. 月の夜のシ・ア・ワ・セ
（作詞：川村真澄 / 作曲：小林武史 / 編曲：米光亮）
  - シングル・アルバム未収録の新曲。
6. 快盗ルビイ (Ball-Room Version)
（作詞：和田誠 / 作曲：大瀧詠一 / 編曲：大瀧詠一・服部克久）
  - 26thシングル表題曲の別バージョン。
7. One Moon (Fairy Tale Version)
（作詞：川村真澄 / 作曲：林哲司 / 編曲：朝川朋之）
  - 10thアルバム「Hippies」収録曲の別バージョン。

### Best of Kyong King + 3
(タワーレコードのサイトより)
- 2007年8月22日発売。デジタルリマスター・紙ジャケット仕様。新たに3曲がボーナス・トラックとして収録された。

1. ヤマトナデシコ七変化 (Long Version)
2. Heart Breaker (Short Version)
3. 水のルージュ (Berlin Version)
4. 夏のタイムマシーン
5. 夜明けのMEW
6. Good Morning-Call (Another Version)
7. キスを止めないで
8. なんてったってアイドル
9. 木枯しに抱かれて (Chorus Version)
10. 月の夜のシ・ア・ワ・セ
11. 快盗ルビイ (Ball-Room Version)
12. One Moon (Fairy Tale Version)

#### ボーナス・トラック
1. 半分少女 (Another Version)
（作詞：橋本淳 / 作曲：筒美京平 / 編曲：川村栄二）
  - 1983年にリリースしたカセット「SEPARATION KYOKO」収録バージョン。
2. 艶姿ナミダ娘 (Long Version)
（作詞：康珍化 / 作曲：馬飼野康二 / 編曲：馬飼野康二）
  - 11thシングル「ヤマトナデシコ七変化」12インチ・シングル盤収録バージョン。初CD化音源。
3. Celebration
（作詞：田代マサシ / 作曲・編曲：鈴木雅之）
  - 1984年にリリースされたベスト・アルバム「Celebration」収録曲。

## 参考資料
- 小泉今日子『Best of Kyong King+3』（ライナーノーツ）ビクターエンタテインメント、2007年8月22日。VICL-62448。